# Parafia Najświętszej Maryi Panny Królowej Polski w Kobielicach
Parafia Najświętszej Maryi Panny Królowej Polski w Kobielicach – katolicka parafia w Kobielicach, w dekanacie suszeckim. Została utworzona w 15 stycznia 1989 roku.

## Proboszczowie[2]
- Ks. Roman Szekiel, rektor 1985–1989, proboszcz 1989–2002
- Ks. Norbert Osmańczyk, administrator 2002–2003, proboszcz 2003–2006
- Ks. Mieczysław Kroemer, 2006–2024
- Ks. Jacek Łukoszek, administrator 2024 –